# Wioślarstwo na Letnich Igrzyskach Olimpijskich 2020 – jedynka kobiet
Rywalizacja wioślarskich jedynek kobiet w ramach Letnich Igrzysk Olimpijskich 2020 odbywała się w dniach 23-25 oraz 29-30 lipca 2021 na torze regatowym Sea Forest Waterway w stolicy Japonii, Tokio.

## Harmonogram
Wszystkie godziny podane są według czasu japońskiego (UTC+9)
| Data          | Godzina | Runda         |
| ------------- | ------- | ------------- |
| 23 lipca 2021 | 9:30    | Eliminacje    |
| 24 lipca 2021 | 8:00    | Repasaże      |
| 25 lipca 2021 | 9:20    | Półfinały E/F |
| 25 lipca 2021 | 11:00   | Ćwierćfinały  |
| 29 lipca 2021 | 10:30   | Półfinały A/B |
| 29 lipca 2021 | 12:00   | Półfinały C/D |
| 30 lipca 2021 | 7:55    | Finał F       |
| 30 lipca 2021 | 8:15    | Finał E       |
| 30 lipca 2021 | 8:25    | Finał D       |
| 30 lipca 2021 | 8:45    | Finał C       |
| 30 lipca 2021 | 9:05    | Finał B       |
| 30 lipca 2021 | 9:33    | Finał A       |

## Wyniki

### Eliminacje
Zawodniczki, które w wyścigach eliminacyjnych zajęły miejsca 1-3 awansowały do ćwierćfinałów, pozostałe wzięły udział w repasażach.

#### Wyścig 1[3]
| Lp | Tor | Zawodniczka        | Czas     | Uwagi                  |
| -- | --- | ------------------ | -------- | ---------------------- |
| 1  | 2   | Kara Kohler        | 7:49.71  | awans do ćwierćfinałów |
| 2  | 1   | Tacciana Klimowicz | 7:51.86  | awans do ćwierćfinałów |
| 3  | 6   | Nazanin Malaei     | 7:59.01  | awans do ćwierćfinałów |
| 4  | 4   | Alejandra Alonso   | 8:11.88  | repasaże               |
| 5  | 5   | Esther Toko        | 8:58.49  | repasaże               |
| 6  | 3   | Esraa Khogali      | 10:18.27 | repasaże               |

#### Wyścig 2[4]
| Lp | Tor | Zawodniczka          | Czas    | Uwagi                  |
| -- | --- | -------------------- | ------- | ---------------------- |
| 1  | 5   | Sanita Pušpure       | 7:46.08 | awans do ćwierćfinałów |
| 2  | 6   | Kenia Lechuga        | 7:54.21 | awans do ćwierćfinałów |
| 3  | 2   | Anneta Kyridou       | 7:54.28 | awans do ćwierćfinałów |
| 4  | 3   | Felice Aisha Chow    | 8:02.02 | repasaże               |
| 5  | 1   | Kathleen Grace Noble | 8:21.85 | repasaże               |
| 6  | 4   | Joan Poh             | 8:31.12 | repasaże               |

#### Wyścig 3[5]
| Lp | Tor | Zawodniczka         | Czas    | Uwagi                  |
| -- | --- | ------------------- | ------- | ---------------------- |
| 1  | 3   | Hanna Prakacień     | 7:48.74 | awans do ćwierćfinałów |
| 2  | 5   | Jiang Yan           | 7:53.14 | awans do ćwierćfinałów |
| 3  | 1   | Veronica Toro Arana | 8:11.57 | awans do ćwierćfinałów |
| 4  | 4   | Winne Hung Wing-yan | 8:17.79 | repasaże               |
| 5  | 2   | Sarah Fraincart     | 8:32.78 | repasaże               |

#### Wyścig 4[6]
| Lp | Tor | Zawodniczka       | Czas    | Uwagi                  |
| -- | --- | ----------------- | ------- | ---------------------- |
| 1  | 3   | Victoria Thornley | 7:44.30 | awans do ćwierćfinałów |
| 2  | 5   | Jeannine Gmelin   | 7:47.20 | awans do ćwierćfinałów |
| 3  | 1   | Lovisa Claesson   | 7:58.41 | awans do ćwierćfinałów |
| 4  | 2   | Evidelia González | 8:25.18 | repasaże               |
| 5  | 4   | Claire Ayivon     | 8:48.07 | repasaże               |

#### Wyścig 5[7]
| Lp | Tor | Zawodniczka      | Czas    | Uwagi                  |
| -- | --- | ---------------- | ------- | ---------------------- |
| 1  | 2   | Magdalena Lobnig | 7:37.91 | awans do ćwierćfinałów |
| 2  | 4   | Carling Zeeman   | 7:40.72 | awans do ćwierćfinałów |
| 3  | 5   | Maike Diekmann   | 7:56.37 | awans do ćwierćfinałów |
| 4  | 1   | Milena Venega    | 8:03.00 | repasaże               |
| 5  | 3   | Tala Abujbara    | 8:06.29 | repasaże               |

#### Wyścig 6[8]
| Lp | Tor | Zawodniczka     | Czas    | Uwagi                  |
| -- | --- | --------------- | ------- | ---------------------- |
| 1  | 5   | Emma Twigg      | 7:35.22 | awans do ćwierćfinałów |
| 2  | 1   | Sophie Souwer   | 7:39.96 | awans do ćwierćfinałów |
| 3  | 3   | Jovana Arsić    | 7:46.74 | awans do ćwierćfinałów |
| 4  | 4   | Huang Yi-ting   | 8:04.59 | repasaże               |
| 5  | 2   | Jeong Hye-jeong | 8:12.15 | repasaże               |

### Repasaże
Pierwsze dwie zawodniczki każdego z trzech wyścigów repasażowych awansowały do ćwierćfinałów; pozostałe rywalizowały w półfinałach E/F (bez możliwości walki o medale).

#### Wyścig 1[9]
| Lp | Tor | Zawodniczka      | Czas    | Uwagi                  |
| -- | --- | ---------------- | ------- | ---------------------- |
| 1  | 4   | Alejandra Alonso | 8:08.91 | awans do ćwierćfinałów |
| 2  | 3   | Huang Yi-ting    | 8:11.56 | awans do ćwierćfinałów |
| 3  | 2   | Tala Abujbara    | 8:16.88 | półfinały E/F          |
| 4  | 1   | Joan Poh         | 8:40.06 | półfinały E/F          |
| 5  | 5   | Sarah Fraincart  | 8:42.78 | półfinały E/F          |

#### Wyścig 2[10]
| Lp | Tor | Zawodniczka       | Czas    | Uwagi                  |
| -- | --- | ----------------- | ------- | ---------------------- |
| 1  | 2   | Felice Aisha Chow | 8:15.94 | awans do ćwierćfinałów |
| 2  | 1   | Jeong Hye-jeong   | 8:26.73 | awans do ćwierćfinałów |
| 3  | 3   | Evidelia González | 8:37.55 | półfinały E/F          |
| 4  | 4   | Esther Toko       | 9:07.54 | półfinały E/F          |

#### Wyścig 3[11]
| Lp | Tor | Zawodniczka          | Czas     | Uwagi                  |
| -- | --- | -------------------- | -------- | ---------------------- |
| 1  | 3   | Milena Venega        | 8:17.30  | awans do ćwierćfinałów |
| 2  | 2   | Winne Hung Wing-yan  | 8:23.58  | awans do ćwierćfinałów |
| 3  | 4   | Kathleen Grace Noble | 8:36.01  | półfinały E/F          |
| 4  | 1   | Claire Ayivon        | 9:04.23  | półfinały E/F          |
| 5  | 5   | Esraa Khogali        | 10:25.94 | półfinały E/F          |

### Ćwierćfinały
Pierwsze trzy zawodniczki z każdego wyścigu ćwierćfinałowego awansowały do półfinałów A/B, pozostałe wzięły udział w półfinałach C/D

#### Wyścig 1[12]
| Lp | Tor | Zawodniczka         | Czas    | Uwagi         |
| -- | --- | ------------------- | ------- | ------------- |
| 1  | 4   | Sanita Pušpure      | 7:58.30 | półfinały A/B |
| 2  | 3   | Kara Kohler         | 7:59.39 | półfinały A/B |
| 3  | 5   | Jiang Yan           | 8:00.01 | półfinały A/B |
| 4  | 2   | Jovana Arsić        | 8:09.37 | półfinały C/D |
| 5  | 6   | Alejandra Alonso    | 8:29.80 | półfinały C/D |
| 6  | 1   | Winne Hung Wing-yan | 8:36.37 | półfinały C/D |

#### Wyścig 2[13]
| Lp | Tor | Zawodniczka       | Czas    | Uwagi         |
| -- | --- | ----------------- | ------- | ------------- |
| 1  | 3   | Hanna Prakacień   | 7:49.64 | półfinały A/B |
| 2  | 5   | Carling Zeeman    | 7:57.58 | półfinały A/B |
| 3  | 4   | Victoria Thornley | 7:59.93 | półfinały A/B |
| 4  | 2   | Lovisa Claesson   | 8:16.99 | półfinały C/D |
| 5  | 6   | Milena Venega     | 8:25.26 | półfinały C/D |
| 6  | 1   | Jeong Hye-jeong   | 8:38.70 | półfinały C/D |

#### Wyścig 3[14]
| Lp | Tor | Zawodniczka         | Czas    | Uwagi         |
| -- | --- | ------------------- | ------- | ------------- |
| 1  | 4   | Magdalena Lobnig    | 7:58.20 | półfinały A/B |
| 2  | 3   | Sophie Souwer       | 7:59.92 | półfinały A/B |
| 3  | 2   | Anneta Kyridou      | 8:02.19 | półfinały A/B |
| 4  | 5   | Tacciana Klimowicz  | 8:09.04 | półfinały C/D |
| 5  | 1   | Felice Aisha Chow   | 8:21.23 | półfinały C/D |
| 6  | 6   | Veronica Toro Arana | 8:35.32 | półfinały C/D |

#### Wyścig 4[15]
| Lp | Tor | Zawodniczka     | Czas    | Uwagi         |
| -- | --- | --------------- | ------- | ------------- |
| 1  | 3   | Emma Twigg      | 7:54.96 | półfinały A/B |
| 2  | 4   | Jeannine Gmelin | 8:02.10 | półfinały A/B |
| 3  | 1   | Nazanin Malaei  | 8:07.32 | półfinały A/B |
| 4  | 2   | Kenia Lechuga   | 8:09.29 | półfinały C/D |
| 5  | 5   | Maike Diekmann  | 8:21.69 | półfinały C/D |
| 6  | 6   | Huang Yi-ting   | 8:34.51 | półfinały C/D |

### Półfinały
Pierwsze trzy wioślarki z każdego wyścigu półfinałowego zakwalifikowały się do finałów A, C, E, pozostałe do finałów B, D, F.

#### Półfinał A/B 1[16]
| Lp | Tor | Zawodniczka     | Czas    | Uwagi   |
| -- | --- | --------------- | ------- | ------- |
| 1  | 4   | Hanna Prakacień | 7:23.61 | finał A |
| 2  | 5   | Jeannine Gmelin | 7:25.80 | finał A |
| 3  | 1   | Jiang Yan       | 7:27.30 | finał A |
| 4  | 2   | Sophie Souwer   | 7:29.66 | finał B |
| 5  | 3   | Sanita Pušpure  | 7:34.40 | finał B |
| 6  | 6   | Anneta Kyridou  | 7:40.81 | finał B |

#### Półfinał A/B 2[17]
| Lp | Tor | Zawodniczka       | Czas    | Uwagi   |
| -- | --- | ----------------- | ------- | ------- |
| 1  | 4   | Emma Twigg        | 7:20.70 | finał A |
| 2  | 6   | Victoria Thornley | 7:25.12 | finał A |
| 3  | 3   | Magdalena Lobnig  | 7:25.59 | finał A |
| 4  | 2   | Kara Kohler       | 7:26.10 | finał B |
| 5  | 5   | Carling Zeeman    | 7:38.28 | finał B |
| 6  | 1   | Nazanin Malaei    | 7:45.52 | finał B |

#### Półfinał C/D 1[18]
| Lp | Tor | Zawodniczka         | Czas    | Uwagi   |
| -- | --- | ------------------- | ------- | ------- |
| 1  | 4   | Lovisa Claesson     | 7:35.91 | finał C |
| 2  | 3   | Jovana Arsić        | 7:39.26 | finał C |
| 3  | 5   | Maike Diekmann      | 7:40.77 | finał C |
| 4  | 2   | Felice Aisha Chow   | 7:45.14 | finał D |
| 5  | 1   | Veronica Toro Arana | 7:53.36 | finał D |
| 6  | 6   | Winne Hung Wing-yan | 7:56.30 | finał D |

#### Półfinał C/D 2[19]
| Lp | Tor | Zawodniczka        | Czas    | Uwagi   |
| -- | --- | ------------------ | ------- | ------- |
| 1  | 4   | Kenia Lechuga      | 7:33.72 | finał C |
| 2  | 3   | Tacciana Klimowicz | 7:33.78 | finał C |
| 3  | 5   | Milena Venega      | 7:41.18 | finał C |
| 4  | 2   | Alejandra Alonso   | 7:43.33 | finał D |
| 5  | 6   | Huang Yi-ting      | 7:56.00 | finał D |
| 6  | 1   | Jeong Hye-jeong    | 8:06.32 | finał D |

#### Półfinał E/F 1[20]
| Lp | Tor | Zawodniczka          | Czas     | Uwagi   |
| -- | --- | -------------------- | -------- | ------- |
| 1  | 3   | Tala Abujbara        | 8:24.24  | finał E |
| 2  | 2   | Kathleen Grace Noble | 8:31.67  | finał E |
| 3  | 1   | Esther Toko          | 9:07.70  | finał E |
| 4  | 4   | Esraa Khogali        | 10:23.52 | finał F |

#### Półfinał E/F 2[21]
| Lp | Tor | Zawodniczka       | Czas    | Uwagi   |
| -- | --- | ----------------- | ------- | ------- |
| 1  | 2   | Evidelia González | 8:36.99 | finał E |
| 2  | 4   | Sarah Fraincart   | 8:43.90 | finał E |
| 3  | 3   | Joan Poh          | 8:47.77 | finał E |
| 4  | 1   | Claire Ayivon     | 9:15.29 | finał F |

### Finały

#### Finał F[22]
| Lp | Tor | Zawodniczka   | Czas     |
| -- | --- | ------------- | -------- |
| 31 | 2   | Claire Ayivon | 8:44.42  |
| 32 | 1   | Esraa Khogali | 10:05.32 |

#### Finał E[23]
| Lp | Tor | Zawodniczka          | Czas    |
| -- | --- | -------------------- | ------- |
| 25 | 4   | Tala Abujbara        | 8:00.22 |
| 26 | 5   | Kathleen Grace Noble | 8:07.00 |
| 27 | 3   | Evidelia González    | 8:10.37 |
| 28 | 6   | Joan Poh             | 8:21.23 |
| 29 | 2   | Sarah Fraincart      | 8:25.38 |
| 30 | 1   | Esther Toko          | 8:42.78 |

#### Finał D[24]
| Lp | Tor | Zawodniczka         | Czas    |
| -- | --- | ------------------- | ------- |
| 19 | 3   | Felice Aisha Chow   | 7:48.06 |
| 20 | 5   | Huang Yi-ting       | 7:52.18 |
| 21 | 4   | Alejandra Alonso    | 7:55.63 |
| 22 | 2   | Veronica Toro Arana | 7:57.22 |
| 23 | 1   | Winne Hung Wing-yan | 8:02.79 |
| 24 | 6   | Jeong Hye-jeong     | 8:06.13 |

#### Finał C[25]
| Lp | Tor | Zawodniczka        | Czas    |
| -- | --- | ------------------ | ------- |
| 13 | 5   | Tacciana Klimowicz | 7:39.53 |
| 14 | 4   | Lovisa Claesson    | 7:41.07 |
| 15 | 2   | Jovana Arsić       | 7:43.30 |
| 16 | 3   | Kenia Lechuga      | 7:43.55 |
| 17 | 1   | Milena Venega      | 7:47.40 |
| 18 | 6   | Maike Diekmann     | 7:52.17 |

#### Finał B[26]
| Lp | Tor | Zawodniczka    | Czas                                   |
| -- | --- | -------------- | -------------------------------------- |
| 7  | 3   | Sophie Souwer  | 7:25.96                                |
| 8  | 2   | Carling Zeeman | 7:29.59                                |
| 9  | 4   | Kara Kohler    | 7:29.72                                |
| 10 | 6   | Anneta Kyridou | 7:36.79                                |
| 11 | 1   | Nazanin Malaei | 7:42.57                                |
| 12 | 5   | Sanita Pušpure | nie wzięła udziału w rywalizacji (DNS) |

#### Finał A[27]
| Lp     | Tor | Zawodnik          | Czas    |
| ------ | --- | ----------------- | ------- |
| złoto  | 4   | Emma Twigg        | 7:13.97 |
| srebro | 3   | Hanna Prakacień   | 7:17.39 |
| brąz   | 6   | Magdalena Lobnig  | 7:19.72 |
| 4      | 5   | Victoria Thornley | 7:20.39 |
| 5      | 2   | Jeannine Gmelin   | 7:20.91 |
| 6      | 1   | Jiang Yan         | 7:21.33 |